# Stephan Lache
Stephan Lache (* 30. November 1966) ist ein ehemaliger deutscher Handballspieler.

## Werdegang
Der 1,82 Meter große, als Rechtsaußen eingesetzte Lache nahm 1987 mit der Nationalmannschaft der Deutschen Demokratischen Republik an der Junioren-Weltmeisterschaft teil und erreichte dort den 13. Platz. Auf Vereinsebene spielte er bei SG Berlin und SC Dynamo Berlin (beziehungsweise nach der Umbenennung der Mannschaft später für HC Preußen Berlin). 1986 gab er für Dynamo seinen Einstand in der DDR-Oberliga, 1990 wurde er Meister der Deutschen Demokratischen Republik. 1991 wurde er mit HC Preußen Berlin gesamtdeutscher Pokalsieger: Dieser wurde in zwei Spielen gegen den westdeutschen Pokalsieger TuSEM Essen ermittelt. Zur Saison 1991/92 wechselte Lache zum Bundesligisten VfL Hameln und 1994 innerhalb der Liga zur SG Flensburg-Handewitt. Als Trainer betreute der gelernte Immobilienkaufmann die Damen der SG Flensburg-Handewitt und gehörte bis 2020 zum Stab des Damen-Zweitligisten TSV Nord Harrislee. Seine Tochter Ann-Karolin Lache spielte ebenfalls Leistungshandball.